# Alkonyat (film, 2008)
Az Alkonyat (eredeti cím: Twilight) 2008-ban bemutatott amerikai romantikus-fantasyfilm, amely Stephenie Meyer 2005-ben megjelent, azonos című regénye alapján készült. Rendezője Catherine Hardwicke, forgatókönyvírója Melissa Rosenberg. A főszerepet Kristen Stewart és Robert Pattinson alakítja.
A projekt körülbelül három évig volt fejlesztés alatt a Paramount Picturesnél, és ez idő alatt készült el a regénytől jelentősen eltérő filmadaptáció. A Summit Entertainment három évnyi stagnálás után szerezte meg a regény jogait. Rosenberg nem sokkal a 2007-2008-as Writers Guild of America sztrájk előtt írta meg a regény új adaptációját, és törekedett arra, hogy hű maradjon a regény történetéhez. A forgatás 44 napig tartott, és 2008. május 2-án fejeződött be; a filmet elsősorban Oregonban forgatták.
Az Alkonyat 2008. november 21-én került a mozikba; világszerte több mint 393 millió dolláros bevételt hozott A film 2009. március 21-én jelent meg DVD-n, és az év legtöbbet vásárolt DVD-je lett. A filmzene 2008. november 4-én jelent meg. A film sikerét követően a sorozat következő két regényét, az Újholdat és a Napfogyatkozást a következő évben megfilmesítették.

## Történet
Isabella Marie Swan (Kristen Stewart) az apjához költözik a Washington állambeli Forks nevű városkába. Az apja, Charlie Swan a helyi rendőrfőnök. Érkezését mindenki szívesen fogadja, mindenki barátságos a visszahúzódó természetű lánnyal. Egy család van, akik nem vesznek tudomást az érkezéséről: a Cullenek. Bellának feltűnik, hogy Edward Antony Cullen (Robert Pattinson) kerüli első közös órájuk óta. Bella észreveszi, hogy a Culleneknek van valami közös titkuk, amit Bella egy kirándulás során a La Push parton egy gyerekkori barátjától, Jacob Black-től tud meg, miszerint egy ősi legenda szerint Cullenék az indiánok ősi ellenségei, „mások”. Bella nyomozni kezd és rádöbben, hogy Edward vámpír, azonban ez Bellát nem riasztja vissza. Cullenék csak állati vérrel táplálkoznak, vegetáriánusnak tartják magukat. Edward gyakran tölti az éjszakát Bellánál, Charlie tudta nélkül, s a fiatalok egymásba szeretnek.
Edward elviszi Bellát, hogy bemutassa a családjának. Egy baseballmeccsen, amit a vámpírok játszanak, összefutnak egy idegen társasággal, akik viszont emberi vérrel táplálkoznak. Az egyik tag, egy bizonyos James, megérzi Bella ínycsiklandozó szagát és meg akarja ölni, mert felizgatta Edward reagálása James szaglására.
Megkezdődik Bella üldözése és menekítése. Bella találkozik James-szel a régi balett-termében, ami régi lakóhelyén található. James súlyosan megsebesíti a lányt, majd megharapja a csuklóját. Bella életét Edward menti meg azzal, hogy kiszívja a lányból a halálos mérget – így megakadályozva Bella átváltozását vámpírrá. Azonban Bella szeretné, hogy őt is átváltoztassák, mert Edward soha sem öregszik meg, a lány pedig örökre szerelmével akar maradni.

## Szereplők

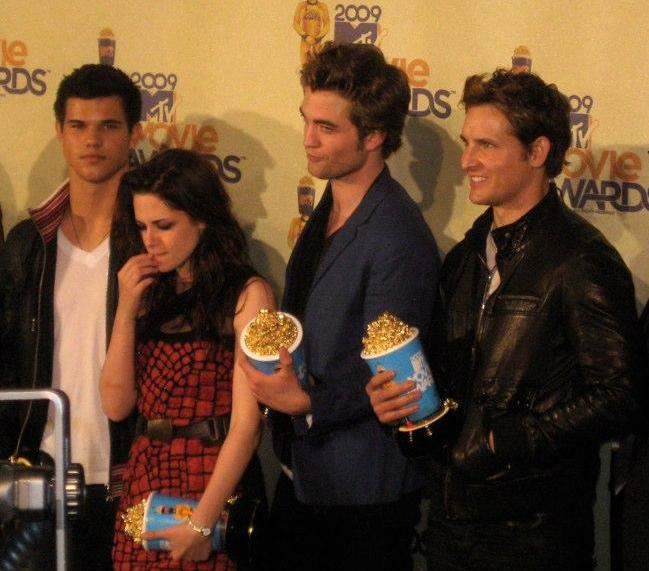
Az Alkonyat főszereplőstábja

| Szerep              | Színész            | Magyar hang        |
| ------------------- | ------------------ | ------------------ |
| Izabella Swan       | Kristen Stewart    | Csuha Borbála      |
| Edward Cullen       | Robert Pattinson   | Szvetlov Balázs    |
| Dr. Carlisle Cullen | Peter Facinelli    | Anger Zsolt        |
| Esme Cullen         | Elizabeth Reaser   | Peller Anna        |
| Alice Cullen        | Ashley Greene      | Bogdányi Titanilla |
| Emmett Cullen       | Kellan Lutz        | Nagypál Gábor      |
| Rosalie Hale        | Nikki Reed         | Bánfalvi Eszter    |
| Jasper Hale         | Jackson Rathbone   | Simonyi Balázs     |
| Rosalie Hale        | Nikki Reed         | Bánfalvi Eszter    |
| Tyler Crowley       | Georgy Tyree Boyce | Szabó Máté         |
| Charlie Swan        | Billy Burke        | Huszár Zsolt       |
| Jessica Stanley     | Anna Kendrick      | Csifó Dorina       |
| Mike Newton         | Michael Welch      | Molnár Levente     |
| Angela Weber        | Christian Serratos | Györfi Anna        |
| Eric Yorkie         | Justin Chon        | Hamvas Dániel      |
| Jacob Black         | Taylor Lautner     | Penke Bence        |
| Billy Black         | Gil Birmingham     | Borbiczki Ferenc   |
| Victoria            | Rachelle Lefevre   | Nemes Takách Kata  |
| Laurent             | Edi Gathegi        | Simon Kornél       |
| James               | Cam Gigandet       | Kovács Lehel       |
| Reneé Swan          | Sarah Clarke       | Pap Kati           |
| Mr. Molino          | Jose Zuniga        | Hannus Zoltán      |
| Cora                | Ayanna Bershire    | Csuha Lajos        |

## Folytatás
Az MTV 2008 februárjában jelentette, hogy a Summit Entertainment legalább három filmből álló sorozatot kíván készíteni Meyer könyvei alapján. A stúdió 2008 októberére már megvásárolta az Újholdat, a sorozat második könyvének jogait, és 2008. november 22-én megerősítette, hogy filmet akarnak készíteni belőle. Catherine Hardwicke ugyanis több felkészülési időt szeretett volna, mint amennyit a Summit ütemterve a folytatás gyártására és megjelenésére biztosított volna, a rendezésre 2008 decemberében Chris Weitz-et választották ki.